# Zamora (provins)
 For alternative betydninger, se Zamora. (Se også artikler, som begynder med Zamora)
Zamora er en provins i den autonome region Castilien og Leon i det vestlige Spanien. Zamora grænser til Portugal og til de spanske provinser Ourense, León, Valladolid og Salamanca. Der bor 197.221 mennesker i provinsen (2008), hvoraf en tredjedel holder til i hovedstaden Zamora. Det llionske sprog bruges fortsat i de mere tyndtbefolkede områder af provinsen.

## Galleri
- Katedralen i Zamora og floden Duero
- Iglesia de San Juan, Zamora

- Torre del Caracol, Benavente, Zamora
- Skilt, der informerer om at man kører ind i provinsen